# Nesogordonia fouassieri
Nesogordonia fouassieri là một loài thực vật có hoa trong họ Cẩm quỳ. Loài này được (A. Chev.) Capuron mô tả khoa học đầu tiên năm 1952.